# Juan Bautista Azopardo
Juan Bautista Azopardo (Senglea, 19 febbraio 1772 – Buenos Aires, 23 ottobre 1848) è stato un corsaro e militare maltese naturalizzato argentino.
Dopo aver combattuto per diverse nazioni, aderì alla Rivoluzione di Maggio e comandò la prima squadriglia navale creata dal governo rivoluzionario di Buenos Aires. Prigioniero in Spagna per lungo tempo, al suo ritorno nel Río de la Plata combatté nella guerra argentino-brasiliana, prima di ritirarsi a vita privata.

## Biografia
Nato nel 1772 a Senglea, in territorio maltese, da Salvatore Azopardo e Rosina Romano, Juan Bautista Azopardo fu mandato in gioventù a studiare costruzioni navali presso l'arsenale di Tolone.
Ottenne una lettera di corsa, con la quale servì la Francia colpendo i traffici commerciali delle nazioni a lei nemiche; in seguito si pose a servizio della flotta britannica, sotto il comando dell'ammiraglio John Jervis.
Al verificarsi, nel 1806, della prima delle invasioni britanniche del Río de la Plata, Juan Bautista Azopardo, che era comandante in seconda della nave corsara Dromedario, si pose al servizio del viceré spagnolo Santiago de Liniers, distinguendosi per la sua esperienza di artigliere. L'anno successivo, durante la seconda invasione, partecipò alla difesa di Buenos Aires e per la sua condotta ottenne dal governo spagnolo il grado di tenente colonnello delle milizie urbane. Per il fatto di essere di formazione militare francese e per le sue idee politiche radicali fu però allontanato dal servizio dal successore di Liniers, Baltasar Hidalgo de Cisneros, che lo mise sotto sorveglianza.
Dopo la Rivoluzione di Maggio, quando la nuova giunta di Buenos Aires decise di allestire una propria squadriglia navale per contrastare la flotta realista, Azopardo fu destinato al comando della stessa. Il 2 marzo 1811, sul fiume Paraná, ingaggiò il primo scontro navale della guerra d'indipendenza contro la flotta realista comandata da Jacinto de Romarate; nella battaglia di San Nicolás, Azopardo dovette piegarsi alle superiori forze del nemico, perdendo le sue tre imbarcazioni. A bordo del brigantino Invencible resistette a lungo, infliggendo gravi perdite alla flottiglia realista; morti i due terzi del suo equipaggio e ferito lui stesso, tentò di far saltare la santabarbara della propria imbarcazione, ma ne fu impedito.
Catturato dai realisti, fu mandato prigioniero in Spagna, dove fu condannato a morte e, in seguito, graziato. Scarcerato nel 1820 a seguito della rivoluzione liberale di Rafael del Riego, Azopardo tornò a Buenos Aires, dove tornò in servizio con il grado di tenente colonnello, che gli fu restituito. Il 26 luglio del 1821 si distinse in uno scontro navale contro una squadriglia del caudillo di Entre Ríos, Francisco Ramírez, avvenuto nel fiume Colastiné. In seguito fu nominato colonnello e gli fu dato l'incarico di capitano del porto di Buenos Aires.
Allo scoppio della guerra argentino-brasiliana, ad Azopardo fu affidato il comando del brigantino General Belgrano e il comando in seconda della flotta argentina. Il 9 febbraio 1826, nel corso di una battaglia navale, il colonnello maltese interpretò male i segnali del comandante della flotta William Brown; nel suo rapporto questi accusò Azopardo di averlo abbandonato. Un procedimento nei suoi confronti fu presto archiviato, ma il colonnello chiese ugualmente di abbandonare il servizio.
Juan Bautista Azopardo visse con la moglie María Sandalia a Buenos Aires fino alla morte, avvenuta il 23 ottobre 1848.